# Entrada del arzobispo virrey Morcillo en Potosí
Entrada del arzobispo virrey Morcillo en Potosí es un óleo sobre lienzo de 1716 realizado por el cochabambino Melchor Pérez de Holguín. Es parte de la colección pictórica del Museo de América, ubicado en Madrid, España.

## Descripción
El cuadro mide 240 centímetros de alto por 570 de ancho. Fue realizado a modo de crónica para conmemorar la entrada triunfal el 25 de abril de 1716 del nuevo Virrey del Perú Diego Morcillo Rubio de Auñón, arzobispo de Charcas, a la importante ciudad minera Villa Imperial de Potosí, en su trayecto desde La Plata a la Ciudad de los Reyes para tomar posesión de su alto cargo. Potosí se muestra engalanada con gran cantidad de banderas, cuadros y tapices, así como de los estamentos sociales y personajes principales de la ciudad que salieron a saludar al Virrey obispo durante el desfile.
El propio Pérez de Holguín aparece en el cuadro a modo de autorretrato, tomando apuntes para realizar la obra.